# Catar en la Copa América 2019
La selección de Catar fue uno de los doce equipos participantes en la Copa América 2019. Dicho torneo se desarrolló en Brasil, entre el 14 de junio hasta el 7 de julio de 2019. La selección asiática fue invitada por la Conmebol, junto a su par japonés, siendo esta su primera participación en el certamen. Fue la primera competición de Catar tras consagrarse como campeón de la Copa Asiática 2019, y escalar en el ranking FIFA hasta el 55.º puesto.
El sorteo de la Copa América, realizado el 24 de enero en la ciudad de Río de Janeiro, determinó que Catar dispute sus partidos en el grupo B junto a Argentina, Colombia y Paraguay.

## Preparación
La selección de Catar tomó como punto de partida el final de la Copa Mundial de la FIFA 2018, en la cual no participó, donde comenzó su preparación rumbo a la Copa Asiática 2019 y la Copa América 2019, con miras al próximo mundial del cual es anfitrión.

### Amistosos previos
| 7 de septiembre de 2018, 19:45 (UTC+3) | Catar          | 1:0 (1:0) | China | Estadio Internacional Khalifa, Rayan, Catar |                                 |
|                                        | Almoez Ali 25' |           |       | Asistencia: 33 014 espectadores             | Asistencia: 33 014 espectadores |

| 11 de septiembre de 2018, 19:30 (UTC+3) | Catar                                          | 3:0 (3:0) | Palestina | Estadio Internacional Khalifa, Rayan, Catar |                                 |
|                                         | Almoez Ali 3' · Akram Afif 19' · Al-Haidos 29' |           |           | Asistencia: 37 000 espectadores             | Asistencia: 37 000 espectadores |

| 12 de octubre de 2018, 19:30 (UTC+3) | Catar                                               | 4:3 (2:0) | Ecuador                         | Estadio Jassim bin Hamad, Doha, Catar |                                 |
|                                      | Almoez Ali 36' 68' · Akram Afif 32' · Al-Haidos 61' |           | Valencia 66' 71' · Ceballos 89' | Asistencia: 10 000 espectadores       | Asistencia: 10 000 espectadores |

| 16 de octubre de 2018, 18:15 (UTC+5) | Uzbekistán                           | 2:0 (0:0) | Catar | Estadio Bunyodkor, Taskent, Uzbekistán |                                 |
|                                      | Odil Ahmedov 73' · Marat Bikmaev 86' |           |       | Asistencia: 14 235 espectadores        | Asistencia: 14 235 espectadores |

| 14 de noviembre de 2018, 18:15 (UTC+1) | Suiza | 0:1 (0:0) | Catar          | Stadio Comunale di Cornaredo, Lugano, Suiza |                                |
|                                        |       |           | Akram Afif 86' | Asistencia: 8 000 espectadores              | Asistencia: 8 000 espectadores |

| 14 de noviembre de 2018, 18:15 (UTC+1) | Islandia                                         | 2:2 (1:1) | Catar                      | Estadio Kehrweg, Eupen, Bélgica |                                |
|                                        | Saad Al Sheeb 29' (a.g.) · Sigþórsson 56' (pen.) |           | Al-Haidos 3' · Khoukhi 68' | Asistencia: 3 600 espectadores  | Asistencia: 3 600 espectadores |

| 5 de junio de 2019, (UTC-3) | Brasil                      | 2:0 (2:0) | Catar | Estadio Mane Garrincha, Brasilia, Brasil |                                 |
|                             | Richarlison 15' · Jesus 24' |           |       | Asistencia: 62 688 espectadores          | Asistencia: 62 688 espectadores |

### Copa Asiática 2019
| 9 de enero de 2019, 20:00 (UTC+4) | Catar                              | 2:0 (0:0) | Líbano | Estadio Hazza bin Zayed, Al Ain, Emiratos Árabes Unidos |                                                    |
|                                   | Bassam Hisham 65' · Almoez Ali 79' |           |        | Asistencia: 7 847 espectadores Árbitro(s): Ma Ning      | Asistencia: 7 847 espectadores Árbitro(s): Ma Ning |

| 13 de enero de 2019, 15:00 (UTC+4) | Corea del Norte | 0:6 (0:3) | Catar                                                | Estadio Khalifa bin Zayed, Al Ain, Emiratos Árabes Unidos       |                                                                 |
|                                    |                 |           | Almoez Ali 9' 11' 55' 60' · Khoukhi 43' · Hassan 68' | Asistencia: 452 espectadores Árbitro(s): Hettikamkanamge Perera | Asistencia: 452 espectadores Árbitro(s): Hettikamkanamge Perera |

| 17 de enero de 2019, 20:00 (UTC+4) | Arabia Saudita | 0:2 (0:1) | Catar                | Estadio Jeque Zayed, Abu Dabi, Emiratos Árabes Unidos    |                                                          |
|                                    |                |           | Almoez Ali 45+1' 80' | Asistencia: 16 067 espectadores Árbitro(s): Kim Dong-jin | Asistencia: 16 067 espectadores Árbitro(s): Kim Dong-jin |

| 22 de enero de 2019, 20:00 (UTC+4) | Catar              | 1:0 (0:0) | Irak | Estadio Al-Nahyan, Abu Dabi, Emiratos Árabes Unidos       |                                                           |
|                                    | Bassam Al-Rawi 62' |           |      | Asistencia: 14 701 espectadores Árbitro(s): Muhammad Taqi | Asistencia: 14 701 espectadores Árbitro(s): Muhammad Taqi |

| 25 de enero de 2019, 17:00 (UTC+4) | Corea del Sur | 0:1 (0:0) | Catar     | Estadio Jeque Zayed, Abu Dabi, Emiratos Árabes Unidos       |                                                             |
|                                    |               |           | Hatem 78' | Asistencia: 13 791 espectadores Árbitro(s): Ravshan Irmatov | Asistencia: 13 791 espectadores Árbitro(s): Ravshan Irmatov |

| 29 de enero de 2019, 18:00 (UTC+4) | Emiratos Árabes Unidos | 0:4 (0:2) | Catar                                                              | Estadio Mohammed bin Zayed, Abu Dabi, Emiratos Árabes Unidos |                                                         |
|                                    |                        |           | Khoukhi 22' · Almoez Ali 37' · Al-Haidos 80' · Hamid Ismaeil 90+4' | Asistencia: 38 646 espectadores Árbitro(s): César Ramos      | Asistencia: 38 646 espectadores Árbitro(s): César Ramos |

| 1 de febrero de 2019, 18:00 (UTC+4) | Japón        | 1:3 (0:2) | Catar                                              | Estadio Jeque Zayed, Abu Dabi, Emiratos Árabes Unidos       |                                                             |
|                                     | Minamino 68' |           | Almoez Ali 12' · Hatem 27' · Akram Afif 83' (pen.) | Asistencia: 36 776 espectadores Árbitro(s): Ravshan Irmatov | Asistencia: 36 776 espectadores Árbitro(s): Ravshan Irmatov |

## Plantel
| No.   | Pos.              | Jugador              | Fecha de nacimiento (edad)         | Apa.              | Goles             | Club              |
| ----- | ----------------- | -------------------- | ---------------------------------- | ----------------- | ----------------- | ----------------- |
| 1     | POR               | Saad Al Sheeb        | 19 de febrero de 1990 (29 años)    | 52                | 0                 | Al-Sadd           |
| 2     | DEF               | Ró-Ró                | 6 de agosto de 1990 (28 años)      | 44                | 1                 | Al-Sadd           |
| 3     | DEF               | Abdelkarim Hassan    | 28 de agosto de 1993 (25 años)     | 83                | 10                | Al-Sadd           |
| 4     | DEF               | Al-Mahdi Ali Mukhtar | 2 de marzo de 1992 (27 años)       | 35                | 3                 | Al-Gharafa        |
| 5     | DEF               | Tarek Salman         | 5 de diciembre de 1997 (21 años)   | 19                | 0                 | Al-Sadd           |
| 6     | MED               | Abdulaziz Hatem      | 28 de octubre de 1990 (28 años)    | 56                | 3                 | Al-Gharafa        |
| 7     | DEL               | Ahmed Alaaeldin      | 31 de enero de 1993 (26 años)      | 23                | 1                 | Al-Gharafa        |
| 8     | DEF               | Hamid Ismail         | 16 de junio de 1986 (32 años)      | 62                | 1                 | Al-Sadd           |
| 9     | MED               | Abdullah Al-Ahrak    | 10 de mayo de 1997 (22 años)       | 3                 | 0                 | Al-Duhail         |
| 10    | DEL               | Hassan Al-Haydos     | 11 de diciembre de 1990 (28 años)  | 119               | 26                | Al-Sadd           |
| 11    | DEL               | Akram Afif           | 18 de noviembre de 1996 (22 años)  | 46                | 12                | Al-Sadd           |
| 12    | MED               | Karim Boudiaf        | 16 de septiembre de 1990 (28 años) | 68                | 4                 | Al-Duhail         |
| 13    | DEF               | Tameem Al-Muhaza     | 21 de julio de 1996 (22 años)      | 1                 | 0                 | Al-Gharafa        |
| 14    | MED               | Salem Al-Hajri       | 10 de abril de 1996 (23 años)      | 9                 | 0                 | Al-Sadd           |
| 15    | DEF               | Bassam Al-Rawi       | 16 de diciembre de 1997 (21 años)  | 19                | 2                 | Al-Duhail         |
| 16    | MED               | Boualem Khoukhi      | 9 de julio de 1990 (28 años)       | 60                | 16                | Al-Sadd           |
| 17    | MED               | Ahmed Moein          | 20 de octubre de 1995 (23 años)    | 4                 | 0                 | Qatar SC          |
| 18    | MED               | Ahmed Fatehi         | 25 de enero de 1993 (26 años)      | 10                | 0                 | Al-Arabi          |
| 19    | DEL               | Almoez Ali           | 19 de agosto de 1996 (22 años)     | 39                | 19                | Al-Duhail         |
| 20    | MED               | Ali Afif             | 20 de enero de 1988 (31 años)      | 54                | 10                | Al-Duhail         |
| 21    | POR               | Yousef Hassan        | 24 de mayo de 1996 (23 años)       | 6                 | 0                 | Al-Gharafa        |
| 22    | POR               | Mohammed Al-Bakri    | 28 de marzo de 1997 (22 años)      | 2                 | 0                 | Al-Khor           |
| 23    | DEF               | Assim Madibo         | 22 de octubre de 1996 (22 años)    | 21                | 0                 | Al-Duhail         |
| D. T. | Félix Sánchez Bas | Félix Sánchez Bas    | Félix Sánchez Bas                  | Félix Sánchez Bas | Félix Sánchez Bas | Félix Sánchez Bas |

## Participación

### Partidos
| Fecha       | Lugar          | Instancia      | Local    |                     | Resultado |                      | Visitante |
| ----------- | -------------- | -------------- | -------- | ------------------- | --------- | -------------------- | --------- |
| 16 de junio | Rio de Janeiro | Fase de grupos | Paraguay | Bandera de Paraguay | 2:2 (1:0) | Bandera de Catar     | Catar     |
| 19 de junio | Sao Paulo      | Fase de grupos | Colombia | Bandera de Colombia | 1:0 (0:0) | Bandera de Catar     | Catar     |
| 23 de junio | Porto Alegre   | Fase de grupos | Catar    | Bandera de Catar    | 0:2 (0:1) | Bandera de Argentina | Argentina |

### Primera fase - Grupo B
| Selección | Pts | PJ | PG | PE | PP | GF | GC | Dif |
| --------- | --- | -- | -- | -- | -- | -- | -- | --- |
| Colombia  | 9   | 3  | 3  | 0  | 0  | 4  | 0  | 4   |
| Argentina | 4   | 3  | 1  | 1  | 1  | 3  | 3  | 0   |
| Paraguay  | 2   | 3  | 0  | 2  | 1  | 3  | 4  | –1  |
| Catar     | 1   | 3  | 0  | 1  | 2  | 2  | 5  | –3  |

#### Paraguay vs. Catar
| 16 de junio de 2019, 16:00 | Paraguay                                      | 2:2 (1:0) | Catar                                | Estadio Maracanã, Río de Janeiro                       |                                                        |
|                            | Oscar Cardozo 3' (pen.) · Derlis González 55' | Reporte   | Almoez Ali 67' · Boualem Khoukhi 77' | Asistencia: 19 196 espectadores Árbitro(s): Diego Haro | Asistencia: 19 196 espectadores Árbitro(s): Diego Haro |

| 12    | Guardameta     | Roberto Fernández   |     |
| 5     | Defensa        | Bruno Valdez        |     |
| 4     | Defensa        | Fabián Balbuena     |     |
| 13    | Defensa        | Junior Alonso       |     |
| 18    | Defensa        | Santiago Arzamendia |     |
| 16    | Centrocampista | Celso Ortiz         |     |
| 8     | Centrocampista | Rodrigo Rojas       | 79' |
| 23    | Centrocampista | Miguel Almirón      |     |
| 17    | Delantero      | Hernán Pérez        | 45' |
| 7     | Delantero      | Óscar Cardozo       |     |
| 19    | Delantero      | Cecilio Domínguez   | 82' |
| D. T. | D. T.          | Eduardo Berizzo     |     |

| 1     | Guardameta     | Saad Al Sheeb     |     |
| 2     | Defensa        | Pedro Carvalho    |     |
| 6     | Defensa        | Abdulaziz Hatem   | 87' |
| 16    | Defensa        | Boualem Khoukhi   |     |
| 5     | Defensa        | Tarek Salman      |     |
| 3     | Defensa        | Abdelkarim Hassan |     |
| 15    | Centrocampista | Bassam Al-Rawi    |     |
| 23    | Centrocampista | Assim Madibo      |     |
| 10    | Centrocampista | Hassan Al-Haidos  |     |
| 11    | Delantero      | Akram Afif        |     |
| 19    | Delantero      | Almoez Ali        |     |
| D. T. | D. T.          | Félix Sánchez Bas |     |

| 10 | Delantero      | Derlis González | 45' |
| 6  | Centrocampista | Richard Sánchez | 79' |
| 11 | Centrocampista | Juan Iturbe     | 82' |

| 12 | Defensa | Karim Boudiaf | 87' |

| 4' · 56' | Óscar Cardozo Derlis González | 1:0 2:0 |

| · 67' · 76' | Almoez Ali Rodrigo Rojas | 2:1 2:2 |

| 41' · 82' | Hernán Pérez Fabián Balbuena |

| 11' · 26' · 60' · 70' | Assim Madibo Tarek Salman Abdelkarim Hassan Boualem Khoukhi |

| Principal  | Diego Haro                                                                  |
| Asistentes | Jhonny Bossio                                                               |
|            | Víctor Ráez Observador VAR Jorge Larrionda Asesor de árbitros Wilson Seneme |
| Cuarto     | Esteban Ostojich                                                            |

| VAR            | Raphael Claus        |
| Asistentes VAR | Víctor Hugo Carrillo |
|                | Byron Romero         |

|                    |     |     |
| Tiros              | 13  | 8   |
| Tiros a puerta     | 5   | 4   |
| Faltas             | 11  | 15  |
| Saques de esquina  | 2   | 4   |
| Penaltis           | 1   | 0   |
| Fueras de juego    | 3   | 1   |
| Posesión del balón | 43% | 57% |

| Alineación inicial |

| 12    | Guardameta     | Roberto Fernández   |     |
| 5     | Defensa        | Bruno Valdez        |     |
| 4     | Defensa        | Fabián Balbuena     |     |
| 13    | Defensa        | Junior Alonso       |     |
| 18    | Defensa        | Santiago Arzamendia |     |
| 16    | Centrocampista | Celso Ortiz         |     |
| 8     | Centrocampista | Rodrigo Rojas       | 79' |
| 23    | Centrocampista | Miguel Almirón      |     |
| 17    | Delantero      | Hernán Pérez        | 45' |
| 7     | Delantero      | Óscar Cardozo       |     |
| 19    | Delantero      | Cecilio Domínguez   | 82' |
| D. T. | D. T.          | Eduardo Berizzo     |     |

| 1     | Guardameta     | Saad Al Sheeb     |     |
| 2     | Defensa        | Pedro Carvalho    |     |
| 6     | Defensa        | Abdulaziz Hatem   | 87' |
| 16    | Defensa        | Boualem Khoukhi   |     |
| 5     | Defensa        | Tarek Salman      |     |
| 3     | Defensa        | Abdelkarim Hassan |     |
| 15    | Centrocampista | Bassam Al-Rawi    |     |
| 23    | Centrocampista | Assim Madibo      |     |
| 10    | Centrocampista | Hassan Al-Haidos  |     |
| 11    | Delantero      | Akram Afif        |     |
| 19    | Delantero      | Almoez Ali        |     |
| D. T. | D. T.          | Félix Sánchez Bas |     |

| 10 | Delantero      | Derlis González | 45' |
| 6  | Centrocampista | Richard Sánchez | 79' |
| 11 | Centrocampista | Juan Iturbe     | 82' |

| 12 | Defensa | Karim Boudiaf | 87' |

| 4' · 56' | Óscar Cardozo Derlis González | 1:0 2:0 |

| · 67' · 76' | Almoez Ali Rodrigo Rojas | 2:1 2:2 |

| 41' · 82' | Hernán Pérez Fabián Balbuena |

| 11' · 26' · 60' · 70' | Assim Madibo Tarek Salman Abdelkarim Hassan Boualem Khoukhi |

| Principal  | Diego Haro                                                                  |
| Asistentes | Jhonny Bossio                                                               |
|            | Víctor Ráez Observador VAR Jorge Larrionda Asesor de árbitros Wilson Seneme |
| Cuarto     | Esteban Ostojich                                                            |

| VAR            | Raphael Claus        |
| Asistentes VAR | Víctor Hugo Carrillo |
|                | Byron Romero         |

|                    |     |     |
| Tiros              | 13  | 8   |
| Tiros a puerta     | 5   | 4   |
| Faltas             | 11  | 15  |
| Saques de esquina  | 2   | 4   |
| Penaltis           | 1   | 0   |
| Fueras de juego    | 3   | 1   |
| Posesión del balón | 43% | 57% |

| Alineación inicial |

| 12    | Guardameta     | Roberto Fernández   |     |
| 5     | Defensa        | Bruno Valdez        |     |
| 4     | Defensa        | Fabián Balbuena     |     |
| 13    | Defensa        | Junior Alonso       |     |
| 18    | Defensa        | Santiago Arzamendia |     |
| 16    | Centrocampista | Celso Ortiz         |     |
| 8     | Centrocampista | Rodrigo Rojas       | 79' |
| 23    | Centrocampista | Miguel Almirón      |     |
| 17    | Delantero      | Hernán Pérez        | 45' |
| 7     | Delantero      | Óscar Cardozo       |     |
| 19    | Delantero      | Cecilio Domínguez   | 82' |
| D. T. | D. T.          | Eduardo Berizzo     |     |

| 1     | Guardameta     | Saad Al Sheeb     |     |
| 2     | Defensa        | Pedro Carvalho    |     |
| 6     | Defensa        | Abdulaziz Hatem   | 87' |
| 16    | Defensa        | Boualem Khoukhi   |     |
| 5     | Defensa        | Tarek Salman      |     |
| 3     | Defensa        | Abdelkarim Hassan |     |
| 15    | Centrocampista | Bassam Al-Rawi    |     |
| 23    | Centrocampista | Assim Madibo      |     |
| 10    | Centrocampista | Hassan Al-Haidos  |     |
| 11    | Delantero      | Akram Afif        |     |
| 19    | Delantero      | Almoez Ali        |     |
| D. T. | D. T.          | Félix Sánchez Bas |     |

| 10 | Delantero      | Derlis González | 45' |
| 6  | Centrocampista | Richard Sánchez | 79' |
| 11 | Centrocampista | Juan Iturbe     | 82' |

| 12 | Defensa | Karim Boudiaf | 87' |

| 4' · 56' | Óscar Cardozo Derlis González | 1:0 2:0 |

| · 67' · 76' | Almoez Ali Rodrigo Rojas | 2:1 2:2 |

| 41' · 82' | Hernán Pérez Fabián Balbuena |

| 11' · 26' · 60' · 70' | Assim Madibo Tarek Salman Abdelkarim Hassan Boualem Khoukhi |

| Principal  | Diego Haro                                                                  |
| Asistentes | Jhonny Bossio                                                               |
|            | Víctor Ráez Observador VAR Jorge Larrionda Asesor de árbitros Wilson Seneme |
| Cuarto     | Esteban Ostojich                                                            |

| VAR            | Raphael Claus        |
| Asistentes VAR | Víctor Hugo Carrillo |
|                | Byron Romero         |

|                    |     |     |
| Tiros              | 13  | 8   |
| Tiros a puerta     | 5   | 4   |
| Faltas             | 11  | 15  |
| Saques de esquina  | 2   | 4   |
| Penaltis           | 1   | 0   |
| Fueras de juego    | 3   | 1   |
| Posesión del balón | 43% | 57% |

| Alineación inicial |

| 12    | Guardameta     | Roberto Fernández   |     |
| 5     | Defensa        | Bruno Valdez        |     |
| 4     | Defensa        | Fabián Balbuena     |     |
| 13    | Defensa        | Junior Alonso       |     |
| 18    | Defensa        | Santiago Arzamendia |     |
| 16    | Centrocampista | Celso Ortiz         |     |
| 8     | Centrocampista | Rodrigo Rojas       | 79' |
| 23    | Centrocampista | Miguel Almirón      |     |
| 17    | Delantero      | Hernán Pérez        | 45' |
| 7     | Delantero      | Óscar Cardozo       |     |
| 19    | Delantero      | Cecilio Domínguez   | 82' |
| D. T. | D. T.          | Eduardo Berizzo     |     |

| 1     | Guardameta     | Saad Al Sheeb     |     |
| 2     | Defensa        | Pedro Carvalho    |     |
| 6     | Defensa        | Abdulaziz Hatem   | 87' |
| 16    | Defensa        | Boualem Khoukhi   |     |
| 5     | Defensa        | Tarek Salman      |     |
| 3     | Defensa        | Abdelkarim Hassan |     |
| 15    | Centrocampista | Bassam Al-Rawi    |     |
| 23    | Centrocampista | Assim Madibo      |     |
| 10    | Centrocampista | Hassan Al-Haidos  |     |
| 11    | Delantero      | Akram Afif        |     |
| 19    | Delantero      | Almoez Ali        |     |
| D. T. | D. T.          | Félix Sánchez Bas |     |

| 10 | Delantero      | Derlis González | 45' |
| 6  | Centrocampista | Richard Sánchez | 79' |
| 11 | Centrocampista | Juan Iturbe     | 82' |

| 12 | Defensa | Karim Boudiaf | 87' |

| 4' · 56' | Óscar Cardozo Derlis González | 1:0 2:0 |

| · 67' · 76' | Almoez Ali Rodrigo Rojas | 2:1 2:2 |

| 41' · 82' | Hernán Pérez Fabián Balbuena |

| 11' · 26' · 60' · 70' | Assim Madibo Tarek Salman Abdelkarim Hassan Boualem Khoukhi |

| Principal  | Diego Haro                                                                  |
| Asistentes | Jhonny Bossio                                                               |
|            | Víctor Ráez Observador VAR Jorge Larrionda Asesor de árbitros Wilson Seneme |
| Cuarto     | Esteban Ostojich                                                            |

| VAR            | Raphael Claus        |
| Asistentes VAR | Víctor Hugo Carrillo |
|                | Byron Romero         |

|                    |     |     |
| Tiros              | 13  | 8   |
| Tiros a puerta     | 5   | 4   |
| Faltas             | 11  | 15  |
| Saques de esquina  | 2   | 4   |
| Penaltis           | 1   | 0   |
| Fueras de juego    | 3   | 1   |
| Posesión del balón | 43% | 57% |

| Alineación inicial |

#### Colombia vs. Catar
| 19 de junio de 2019 18:30 | Colombia         | 1:0 (0:0) | Catar | Estadio Morumbi, São Paulo                             |                                                        |
|                           | Duván Zapata 85' | Reporte   |       | Asistencia: -- espectadores Árbitro(s): Alexis Herrera | Asistencia: -- espectadores Árbitro(s): Alexis Herrera |

| 1     | Guardameta     | David Ospina     |     |
| 6     | Defensa        | William Tesillo  |     |
| 23    | Defensa        | Dávinson Sánchez |     |
| 13    | Defensa        | Yerry Mina       |     |
| 3     | Defensa        | Stefan Medina    | 45' |
| 15    | Centrocampista | Mateus Uribe     |     |
| 5     | Centrocampista | Wílmar Barrios   |     |
| 11    | Centrocampista | Juan Cuadrado    | 63' |
| 10    | Centrocampista | James Rodríguez  |     |
| 7     | Delantero      | Duván Zapata     |     |
| 20    | Delantero      | Roger Martínez   | 74' |
| D. T. | D. T.          | Carlos Queiroz   |     |

| 1     | Guardameta     | Saad Al Sheeb     |     |
| 2     | Defensa        | Pedro Carvalho    |     |
| 6     | Defensa        | Abdulaziz Hatem   | 65' |
| 16    | Defensa        | Boualem Khoukhi   |     |
| 5     | Defensa        | Tarek Salman      |     |
| 3     | Defensa        | Abdelkarim Hassan |     |
| 15    | Centrocampista | Bassam Al-Rawi    |     |
| 23    | Centrocampista | Assim Madibo      |     |
| 10    | Centrocampista | Hassan Al-Haidos  | 82' |
| 11    | Delantero      | Akram Afif        |     |
| 19    | Delantero      | Almoez Ali        |     |
| D. T. | D. T.          | Félix Sánchez Bas |     |

| 4  | Defensa        | Santiago Arias | 45' |
| 9  | Delantero      | Radamel Falcao | 63' |
| 14 | Centrocampista | Luis Díaz      | 74' |

| 12 | Centrocampista | Karim Boudiaf   | 65' |
| 17 | Centrocampista | Ahmad Doozandeh | 82' |

| 85 | 85' Duván Zapata | 1:0 |

| 72' | Mateus Uribe |

| 43' · 56' · 72' · 82' | Assim Madibo Abdelkarim Hassan Pedro Carvalho Akram Afif |

| Principal  | Alexis Herrera                                        |
| Asistentes | Luis Murillo                                          |
|            | Nicolas Tarán Asistentes adicionales Jesús Valenzuela |
| Cuarto     | Anderson Daronco                                      |
| Quinto     | Richard Trinidad                                      |

|                    |     |     |
| Tiros              | 19  | 6   |
| Tiros a puerta     | 5   | 2   |
| Faltas             | 9   | 7   |
| Saques de esquina  | 13  | 1   |
| Penaltis           | 0   | 0   |
| Fueras de juego    | 1   | 1   |
| Posesión del balón | 69% | 31% |

| Alineación inicial |

| 1     | Guardameta     | David Ospina     |     |
| 6     | Defensa        | William Tesillo  |     |
| 23    | Defensa        | Dávinson Sánchez |     |
| 13    | Defensa        | Yerry Mina       |     |
| 3     | Defensa        | Stefan Medina    | 45' |
| 15    | Centrocampista | Mateus Uribe     |     |
| 5     | Centrocampista | Wílmar Barrios   |     |
| 11    | Centrocampista | Juan Cuadrado    | 63' |
| 10    | Centrocampista | James Rodríguez  |     |
| 7     | Delantero      | Duván Zapata     |     |
| 20    | Delantero      | Roger Martínez   | 74' |
| D. T. | D. T.          | Carlos Queiroz   |     |

| 1     | Guardameta     | Saad Al Sheeb     |     |
| 2     | Defensa        | Pedro Carvalho    |     |
| 6     | Defensa        | Abdulaziz Hatem   | 65' |
| 16    | Defensa        | Boualem Khoukhi   |     |
| 5     | Defensa        | Tarek Salman      |     |
| 3     | Defensa        | Abdelkarim Hassan |     |
| 15    | Centrocampista | Bassam Al-Rawi    |     |
| 23    | Centrocampista | Assim Madibo      |     |
| 10    | Centrocampista | Hassan Al-Haidos  | 82' |
| 11    | Delantero      | Akram Afif        |     |
| 19    | Delantero      | Almoez Ali        |     |
| D. T. | D. T.          | Félix Sánchez Bas |     |

| 4  | Defensa        | Santiago Arias | 45' |
| 9  | Delantero      | Radamel Falcao | 63' |
| 14 | Centrocampista | Luis Díaz      | 74' |

| 12 | Centrocampista | Karim Boudiaf   | 65' |
| 17 | Centrocampista | Ahmad Doozandeh | 82' |

| 85 | 85' Duván Zapata | 1:0 |

| 72' | Mateus Uribe |

| 43' · 56' · 72' · 82' | Assim Madibo Abdelkarim Hassan Pedro Carvalho Akram Afif |

| Principal  | Alexis Herrera                                        |
| Asistentes | Luis Murillo                                          |
|            | Nicolas Tarán Asistentes adicionales Jesús Valenzuela |
| Cuarto     | Anderson Daronco                                      |
| Quinto     | Richard Trinidad                                      |

|                    |     |     |
| Tiros              | 19  | 6   |
| Tiros a puerta     | 5   | 2   |
| Faltas             | 9   | 7   |
| Saques de esquina  | 13  | 1   |
| Penaltis           | 0   | 0   |
| Fueras de juego    | 1   | 1   |
| Posesión del balón | 69% | 31% |

| Alineación inicial |

| 1     | Guardameta     | David Ospina     |     |
| 6     | Defensa        | William Tesillo  |     |
| 23    | Defensa        | Dávinson Sánchez |     |
| 13    | Defensa        | Yerry Mina       |     |
| 3     | Defensa        | Stefan Medina    | 45' |
| 15    | Centrocampista | Mateus Uribe     |     |
| 5     | Centrocampista | Wílmar Barrios   |     |
| 11    | Centrocampista | Juan Cuadrado    | 63' |
| 10    | Centrocampista | James Rodríguez  |     |
| 7     | Delantero      | Duván Zapata     |     |
| 20    | Delantero      | Roger Martínez   | 74' |
| D. T. | D. T.          | Carlos Queiroz   |     |

| 1     | Guardameta     | Saad Al Sheeb     |     |
| 2     | Defensa        | Pedro Carvalho    |     |
| 6     | Defensa        | Abdulaziz Hatem   | 65' |
| 16    | Defensa        | Boualem Khoukhi   |     |
| 5     | Defensa        | Tarek Salman      |     |
| 3     | Defensa        | Abdelkarim Hassan |     |
| 15    | Centrocampista | Bassam Al-Rawi    |     |
| 23    | Centrocampista | Assim Madibo      |     |
| 10    | Centrocampista | Hassan Al-Haidos  | 82' |
| 11    | Delantero      | Akram Afif        |     |
| 19    | Delantero      | Almoez Ali        |     |
| D. T. | D. T.          | Félix Sánchez Bas |     |

| 4  | Defensa        | Santiago Arias | 45' |
| 9  | Delantero      | Radamel Falcao | 63' |
| 14 | Centrocampista | Luis Díaz      | 74' |

| 12 | Centrocampista | Karim Boudiaf   | 65' |
| 17 | Centrocampista | Ahmad Doozandeh | 82' |

| 85 | 85' Duván Zapata | 1:0 |

| 72' | Mateus Uribe |

| 43' · 56' · 72' · 82' | Assim Madibo Abdelkarim Hassan Pedro Carvalho Akram Afif |

| Principal  | Alexis Herrera                                        |
| Asistentes | Luis Murillo                                          |
|            | Nicolas Tarán Asistentes adicionales Jesús Valenzuela |
| Cuarto     | Anderson Daronco                                      |
| Quinto     | Richard Trinidad                                      |

|                    |     |     |
| Tiros              | 19  | 6   |
| Tiros a puerta     | 5   | 2   |
| Faltas             | 9   | 7   |
| Saques de esquina  | 13  | 1   |
| Penaltis           | 0   | 0   |
| Fueras de juego    | 1   | 1   |
| Posesión del balón | 69% | 31% |

| Alineación inicial |

| 1     | Guardameta     | David Ospina     |     |
| 6     | Defensa        | William Tesillo  |     |
| 23    | Defensa        | Dávinson Sánchez |     |
| 13    | Defensa        | Yerry Mina       |     |
| 3     | Defensa        | Stefan Medina    | 45' |
| 15    | Centrocampista | Mateus Uribe     |     |
| 5     | Centrocampista | Wílmar Barrios   |     |
| 11    | Centrocampista | Juan Cuadrado    | 63' |
| 10    | Centrocampista | James Rodríguez  |     |
| 7     | Delantero      | Duván Zapata     |     |
| 20    | Delantero      | Roger Martínez   | 74' |
| D. T. | D. T.          | Carlos Queiroz   |     |

| 1     | Guardameta     | Saad Al Sheeb     |     |
| 2     | Defensa        | Pedro Carvalho    |     |
| 6     | Defensa        | Abdulaziz Hatem   | 65' |
| 16    | Defensa        | Boualem Khoukhi   |     |
| 5     | Defensa        | Tarek Salman      |     |
| 3     | Defensa        | Abdelkarim Hassan |     |
| 15    | Centrocampista | Bassam Al-Rawi    |     |
| 23    | Centrocampista | Assim Madibo      |     |
| 10    | Centrocampista | Hassan Al-Haidos  | 82' |
| 11    | Delantero      | Akram Afif        |     |
| 19    | Delantero      | Almoez Ali        |     |
| D. T. | D. T.          | Félix Sánchez Bas |     |

| 4  | Defensa        | Santiago Arias | 45' |
| 9  | Delantero      | Radamel Falcao | 63' |
| 14 | Centrocampista | Luis Díaz      | 74' |

| 12 | Centrocampista | Karim Boudiaf   | 65' |
| 17 | Centrocampista | Ahmad Doozandeh | 82' |

| 85 | 85' Duván Zapata | 1:0 |

| 72' | Mateus Uribe |

| 43' · 56' · 72' · 82' | Assim Madibo Abdelkarim Hassan Pedro Carvalho Akram Afif |

| Principal  | Alexis Herrera                                        |
| Asistentes | Luis Murillo                                          |
|            | Nicolas Tarán Asistentes adicionales Jesús Valenzuela |
| Cuarto     | Anderson Daronco                                      |
| Quinto     | Richard Trinidad                                      |

|                    |     |     |
| Tiros              | 19  | 6   |
| Tiros a puerta     | 5   | 2   |
| Faltas             | 9   | 7   |
| Saques de esquina  | 13  | 1   |
| Penaltis           | 0   | 0   |
| Fueras de juego    | 1   | 1   |
| Posesión del balón | 69% | 31% |

| Alineación inicial |

#### Catar vs. Argentina
| 23 de junio de 2019, 16:00 | Catar | 0:2 (0:1) | Argentina                               | Arena do Grêmio, Porto Alegre                                              |                                                                            |
|                            |       | Reporte   | Lautaro Martínez 3' · Sergio Agüero 81' | Asistencia: --- espectadores Árbitro(s): Julio Bascuñán VAR: Roberto Tobar | Asistencia: --- espectadores Árbitro(s): Julio Bascuñán VAR: Roberto Tobar |

| 1     | Guardameta     | Saad Al Sheeb     |     |
| 15    | Defensa        | Bassam Al-Rawi    |     |
| 16    | Defensa        | Boualem Khoukhi   |     |
| 5     | Defensa        | Tarek Salman      |     |
| 2     | Centrocampista | Pedro Miguel      | 85' |
| 10    | Centrocampista | Hassan Al-Haidos  |     |
| 14    | Centrocampista | Salem Al-Hajri    | 77' |
| 6     | Centrocampista | Abdulaziz Hatem   |     |
| 12    | Centrocampista | Karim Boudiaf     |     |
| 11    | Centrocampista | Akram Afif        |     |
| 19    | Delantero      | Almoez Ali        |     |
| D. T. | D. T.          | Félix Sánchez Bas |     |

| 1     | Guardameta     | Franco Armani      |     |
| 4     | Defensa        | Renzo Saravia      |     |
| 2     | Defensa        | Juan Foyth         | 85' |
| 17    | Defensa        | Nicolás Otamendi   |     |
| 3     | Defensa        | Nicolás Tagliafico |     |
| 5     | Centrocampista | Leandro Paredes    |     |
| 16    | Centrocampista | Rodrigo De Paul    |     |
| 20    | Centrocampista | Giovani Lo Celso   | 55' |
| 10    | Centrocampista | Lionel Messi       |     |
| 22    | Delantero      | Lautaro Martínez   | 76' |
| 9     | Delantero      | Sergio Agüero      |     |
| D. T. | D. T.          | Lionel Scaloni     |     |

| 9 | Centrocampista | Abdullah Al-Ahrak | 77' |
| 8 | Defensa        | Hamid Ismail      | 85' |

| 8  | Delantero | Marcos Acuña    | 55' |
| 21 | Delantero | Paulo Dybala    | 76' |
| 6  | Defensa   | Germán Pezzella | 85' |

| 4' · 82' | Lautaro Martínez Sergio Agüero | 0:1 0:2 |

| 51' · 75' · 89' | Almoez Ali Karim Boudiaf Abdullah Al-Ahrak |

| 42' · 44' | Giovani Lo Celso Juan Foyth |

| Principal  | Julio Bascuñán                                                             |
| Asistentes | Christian Schiemann                                                        |
|            | Claudio Ríos Observador VAR Martín Vázquez Asesor de árbitros Claudio Puga |
| Cuarto     | Roddy Zambrano                                                             |

| VAR            | Roberto Tobar     |
| Asistentes VAR | Gery Vargas       |
|                | Christian Lescano |

|                    |     |     |
| Tiros              | 4   | 18  |
| Tiros a puerta     | 1   | 8   |
| Faltas             | 16  | 17  |
| Saques de esquina  | 1   | 5   |
| Penaltis           | 0   | 0   |
| Fueras de juego    | 4   | 0   |
| Posesión del balón | 46% | 54% |

|  |

| 1     | Guardameta     | Saad Al Sheeb     |     |
| 15    | Defensa        | Bassam Al-Rawi    |     |
| 16    | Defensa        | Boualem Khoukhi   |     |
| 5     | Defensa        | Tarek Salman      |     |
| 2     | Centrocampista | Pedro Miguel      | 85' |
| 10    | Centrocampista | Hassan Al-Haidos  |     |
| 14    | Centrocampista | Salem Al-Hajri    | 77' |
| 6     | Centrocampista | Abdulaziz Hatem   |     |
| 12    | Centrocampista | Karim Boudiaf     |     |
| 11    | Centrocampista | Akram Afif        |     |
| 19    | Delantero      | Almoez Ali        |     |
| D. T. | D. T.          | Félix Sánchez Bas |     |

| 1     | Guardameta     | Franco Armani      |     |
| 4     | Defensa        | Renzo Saravia      |     |
| 2     | Defensa        | Juan Foyth         | 85' |
| 17    | Defensa        | Nicolás Otamendi   |     |
| 3     | Defensa        | Nicolás Tagliafico |     |
| 5     | Centrocampista | Leandro Paredes    |     |
| 16    | Centrocampista | Rodrigo De Paul    |     |
| 20    | Centrocampista | Giovani Lo Celso   | 55' |
| 10    | Centrocampista | Lionel Messi       |     |
| 22    | Delantero      | Lautaro Martínez   | 76' |
| 9     | Delantero      | Sergio Agüero      |     |
| D. T. | D. T.          | Lionel Scaloni     |     |

| 9 | Centrocampista | Abdullah Al-Ahrak | 77' |
| 8 | Defensa        | Hamid Ismail      | 85' |

| 8  | Delantero | Marcos Acuña    | 55' |
| 21 | Delantero | Paulo Dybala    | 76' |
| 6  | Defensa   | Germán Pezzella | 85' |

| 4' · 82' | Lautaro Martínez Sergio Agüero | 0:1 0:2 |

| 51' · 75' · 89' | Almoez Ali Karim Boudiaf Abdullah Al-Ahrak |

| 42' · 44' | Giovani Lo Celso Juan Foyth |

| Principal  | Julio Bascuñán                                                             |
| Asistentes | Christian Schiemann                                                        |
|            | Claudio Ríos Observador VAR Martín Vázquez Asesor de árbitros Claudio Puga |
| Cuarto     | Roddy Zambrano                                                             |

| VAR            | Roberto Tobar     |
| Asistentes VAR | Gery Vargas       |
|                | Christian Lescano |

|                    |     |     |
| Tiros              | 4   | 18  |
| Tiros a puerta     | 1   | 8   |
| Faltas             | 16  | 17  |
| Saques de esquina  | 1   | 5   |
| Penaltis           | 0   | 0   |
| Fueras de juego    | 4   | 0   |
| Posesión del balón | 46% | 54% |

|  |

| 1     | Guardameta     | Saad Al Sheeb     |     |
| 15    | Defensa        | Bassam Al-Rawi    |     |
| 16    | Defensa        | Boualem Khoukhi   |     |
| 5     | Defensa        | Tarek Salman      |     |
| 2     | Centrocampista | Pedro Miguel      | 85' |
| 10    | Centrocampista | Hassan Al-Haidos  |     |
| 14    | Centrocampista | Salem Al-Hajri    | 77' |
| 6     | Centrocampista | Abdulaziz Hatem   |     |
| 12    | Centrocampista | Karim Boudiaf     |     |
| 11    | Centrocampista | Akram Afif        |     |
| 19    | Delantero      | Almoez Ali        |     |
| D. T. | D. T.          | Félix Sánchez Bas |     |

| 1     | Guardameta     | Franco Armani      |     |
| 4     | Defensa        | Renzo Saravia      |     |
| 2     | Defensa        | Juan Foyth         | 85' |
| 17    | Defensa        | Nicolás Otamendi   |     |
| 3     | Defensa        | Nicolás Tagliafico |     |
| 5     | Centrocampista | Leandro Paredes    |     |
| 16    | Centrocampista | Rodrigo De Paul    |     |
| 20    | Centrocampista | Giovani Lo Celso   | 55' |
| 10    | Centrocampista | Lionel Messi       |     |
| 22    | Delantero      | Lautaro Martínez   | 76' |
| 9     | Delantero      | Sergio Agüero      |     |
| D. T. | D. T.          | Lionel Scaloni     |     |

| 9 | Centrocampista | Abdullah Al-Ahrak | 77' |
| 8 | Defensa        | Hamid Ismail      | 85' |

| 8  | Delantero | Marcos Acuña    | 55' |
| 21 | Delantero | Paulo Dybala    | 76' |
| 6  | Defensa   | Germán Pezzella | 85' |

| 4' · 82' | Lautaro Martínez Sergio Agüero | 0:1 0:2 |

| 51' · 75' · 89' | Almoez Ali Karim Boudiaf Abdullah Al-Ahrak |

| 42' · 44' | Giovani Lo Celso Juan Foyth |

| Principal  | Julio Bascuñán                                                             |
| Asistentes | Christian Schiemann                                                        |
|            | Claudio Ríos Observador VAR Martín Vázquez Asesor de árbitros Claudio Puga |
| Cuarto     | Roddy Zambrano                                                             |

| VAR            | Roberto Tobar     |
| Asistentes VAR | Gery Vargas       |
|                | Christian Lescano |

|                    |     |     |
| Tiros              | 4   | 18  |
| Tiros a puerta     | 1   | 8   |
| Faltas             | 16  | 17  |
| Saques de esquina  | 1   | 5   |
| Penaltis           | 0   | 0   |
| Fueras de juego    | 4   | 0   |
| Posesión del balón | 46% | 54% |

|  |

| 1     | Guardameta     | Saad Al Sheeb     |     |
| 15    | Defensa        | Bassam Al-Rawi    |     |
| 16    | Defensa        | Boualem Khoukhi   |     |
| 5     | Defensa        | Tarek Salman      |     |
| 2     | Centrocampista | Pedro Miguel      | 85' |
| 10    | Centrocampista | Hassan Al-Haidos  |     |
| 14    | Centrocampista | Salem Al-Hajri    | 77' |
| 6     | Centrocampista | Abdulaziz Hatem   |     |
| 12    | Centrocampista | Karim Boudiaf     |     |
| 11    | Centrocampista | Akram Afif        |     |
| 19    | Delantero      | Almoez Ali        |     |
| D. T. | D. T.          | Félix Sánchez Bas |     |

| 1     | Guardameta     | Franco Armani      |     |
| 4     | Defensa        | Renzo Saravia      |     |
| 2     | Defensa        | Juan Foyth         | 85' |
| 17    | Defensa        | Nicolás Otamendi   |     |
| 3     | Defensa        | Nicolás Tagliafico |     |
| 5     | Centrocampista | Leandro Paredes    |     |
| 16    | Centrocampista | Rodrigo De Paul    |     |
| 20    | Centrocampista | Giovani Lo Celso   | 55' |
| 10    | Centrocampista | Lionel Messi       |     |
| 22    | Delantero      | Lautaro Martínez   | 76' |
| 9     | Delantero      | Sergio Agüero      |     |
| D. T. | D. T.          | Lionel Scaloni     |     |

| 9 | Centrocampista | Abdullah Al-Ahrak | 77' |
| 8 | Defensa        | Hamid Ismail      | 85' |

| 8  | Delantero | Marcos Acuña    | 55' |
| 21 | Delantero | Paulo Dybala    | 76' |
| 6  | Defensa   | Germán Pezzella | 85' |

| 4' · 82' | Lautaro Martínez Sergio Agüero | 0:1 0:2 |

| 51' · 75' · 89' | Almoez Ali Karim Boudiaf Abdullah Al-Ahrak |

| 42' · 44' | Giovani Lo Celso Juan Foyth |

| Principal  | Julio Bascuñán                                                             |
| Asistentes | Christian Schiemann                                                        |
|            | Claudio Ríos Observador VAR Martín Vázquez Asesor de árbitros Claudio Puga |
| Cuarto     | Roddy Zambrano                                                             |

| VAR            | Roberto Tobar     |
| Asistentes VAR | Gery Vargas       |
|                | Christian Lescano |

|                    |     |     |
| Tiros              | 4   | 18  |
| Tiros a puerta     | 1   | 8   |
| Faltas             | 16  | 17  |
| Saques de esquina  | 1   | 5   |
| Penaltis           | 0   | 0   |
| Fueras de juego    | 4   | 0   |
| Posesión del balón | 46% | 54% |

|  |